# Ferdinand Heuer (Lehrer)

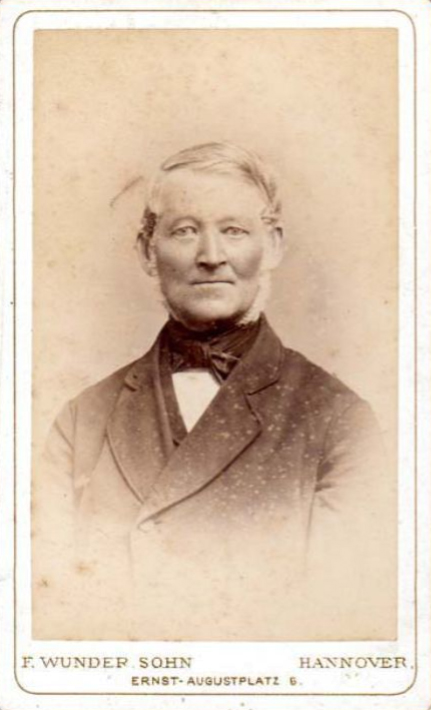
Brustbild Ferdinand Heuers, um 1881/82;
Carte de Visite aus dem Atelier F. Wunder Sohn, Ernst-Augustplatz 6 in Hannover

Ferdinand Heuer (* 24. April 1815; † 6. April 1882 in Grasdorf bei Laatzen) war ein deutscher Pädagoge, Küster und Organist. Als Verfasser zahlreicher Rechenbücher war der auch „Rechen-Heuer“ Genannte noch im 20. Jahrhundert landesweit bekannt.

## Leben
Ferdinand Heuer wurde zu Beginn des Königreichs Hannover geboren. Von 1845 und über die Gründerzeit des Deutschen Kaiserreichs hinaus bis in sein Todesjahr 1882 wirkte der Schulmeister als Lehrer, Küster und Organist in Grasdorf. In der Dorfgemeinschaft galt er als Vorbild, dessen Rat gefragt war. So beriet er beispielsweise Landwirte aus Grasdorf und der Umgebung bei der Frage, „ob man Anteile an einer Zuckerfabrik zeichnen solle.“
Der öffentlich mit dem Rechenmeister Adam Riese verglichene Ferdinand Heuer verfasste im 19. Jahrhundert mindestens 6 Rechenbücher, die teils „in dutzenden Auflagen gedruckt wurden“ und bis hinein in die Zeit der Weimarer Republik landesweit genutzt wurden.

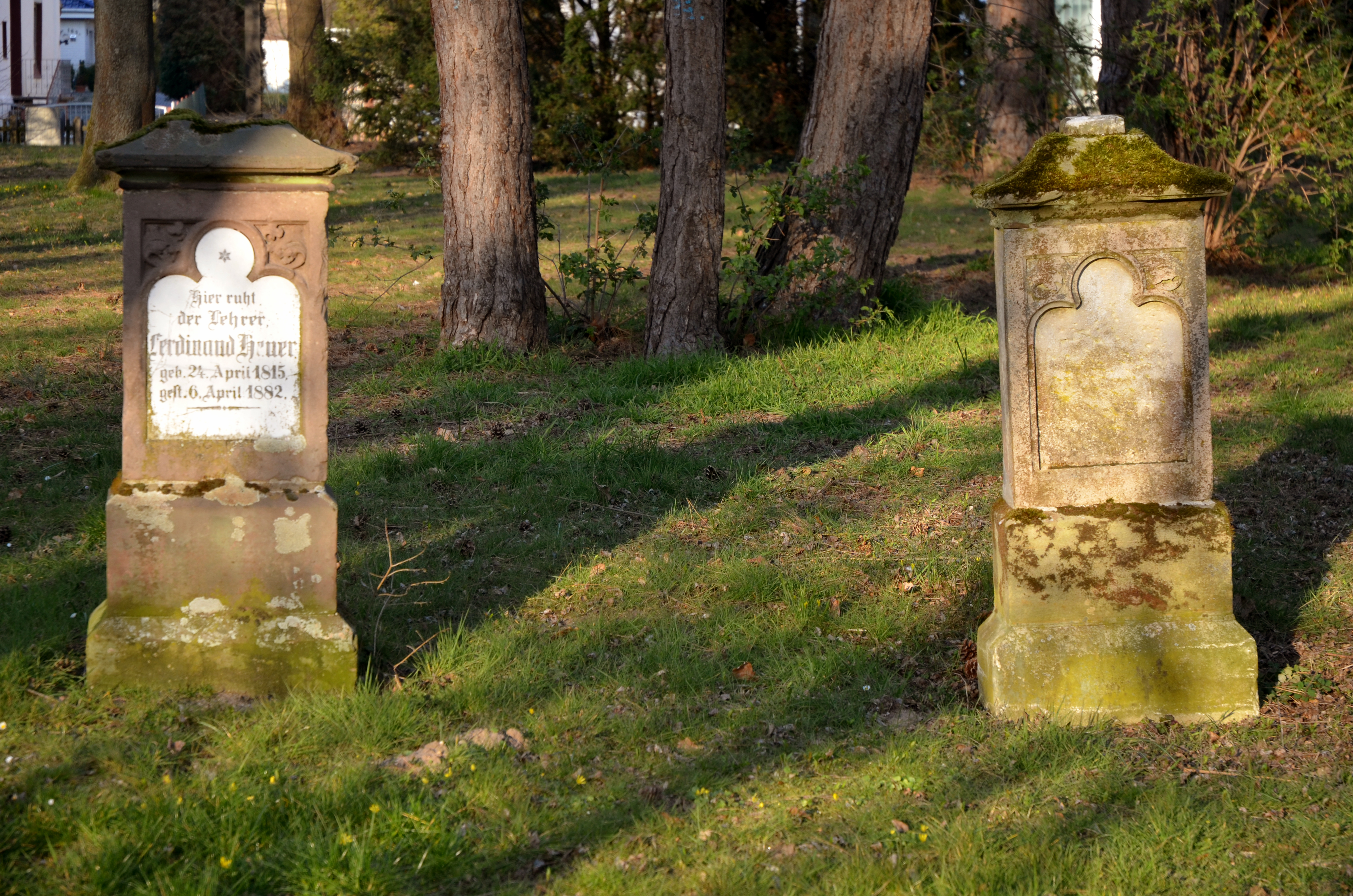
Grabstein-Doppel mit den Lebensdaten Heuers auf dem Alten Friedhof Grasdorf an der Hildesheimer Straße

Heuers Grab und sein erhaltenes Grabmal finden sich auf dem Alten Friedhof Grasdorf an der Hildesheimer Straße in Laatzen.

## Gedenktafel
Ende 2018 wurde an der Straße Langer Brink Ecke Schulstraße von Mitgliedern der Stiftung Grasdorf an der Leine eine Gedenktafel zur Erinnerung an Ferdinand Heuer enthüllt. Die Tafel mit einem Brustbild Heuers und erläuterndem Text trägt die Überschrift Ein Schulmeister aus Grasdorf – der Adam Riese im Königreich Hannover.

## Schriften (Auswahl)
- Antworten zum Rechenbuch für Stadt- und Landschulen, Teil 3, 27. Auflage, Hannover: Helwingsche Verlagsbuchhandlung, 1881
- Ferdinand Heuer (Verf.), Karl Heinrich Ludwig Magnus (Bearb.): Rechenbuch für mehrklassige Schulen
  - Ausgabe A [Schülerausgabe], Teil 1, 99. Auflage in Stereotypie, Hannover-List: Meyer, 1920; Inhaltsverzeichnis
  - Ausgabe A [Lehrerheft], Teil 4, [Nebst] Nachträgen, 60. Auflage, Hannover-List: Meyer, 1913; Inhaltsverzeichnis
- Ferdinand Heuer, Karl Heinrich Ludwig Magnus (Verf.).:  Rechenbuch für die Grundschule, unter Mitwirkung der Kommission zur Herausgabe von Schulbüchern bearbeitet von Wilhelm Luttermann,
  - Ausgabe A, Teil 1, für das 1. und 2. Schuljahr: Die Zahlenreihe 1–100, Hannover: C. Meyer, 1922; Inhaltsverzeichnis
- Ferdinand Heuers Rechenbuch für 1 bis 3-klassige Volksschulen, bearbeitet von K. H. L. Magnus, unter Mitwirkung der Kommission hrsg. von W. Luttermann,
  - Ausgabe B, Teil 1: Die Zahlenreihe 1 bis 100, 117. Auflage, Hannover: C. Meyer, 1917; Inhaltsverzeichnis